# Лесовидні породи

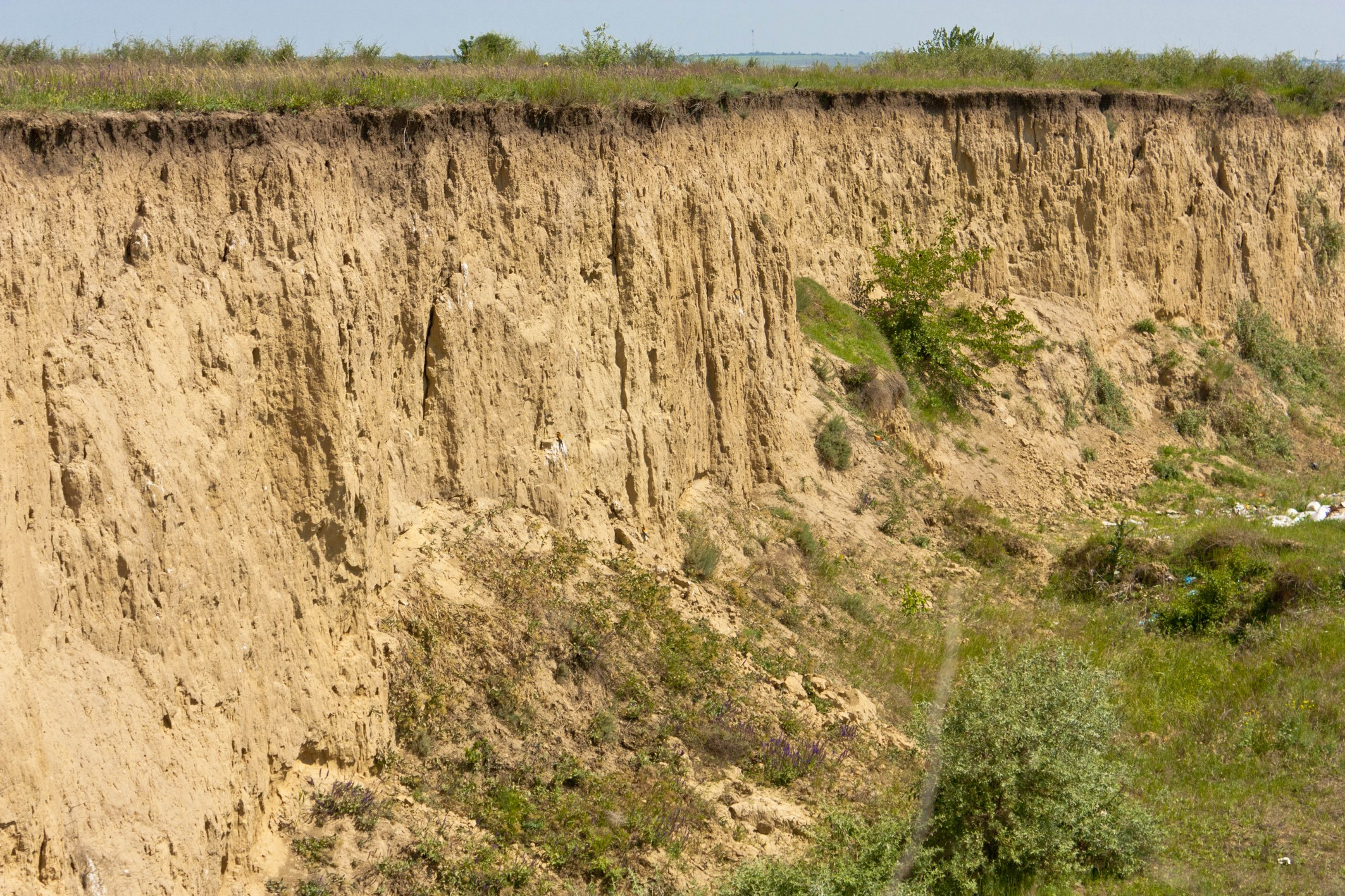
Берег Дністра

Лесоподібні породи (англ. loess-like rocks, нім. lössartige Gesteine n pl) — осадові гірські породи, які морфологічно нагадують лес. За гранулометричним складом належать до суглинків і супісків. Лесоподібні породи відрізняються від лесу наявністю шаруватості і прошарків галечників, більш глинистим або більш піщаним складом. Часто залягають у вигляді невеликих прошарків серед алювіальних галечників. В центральній та північній частинах Східно-Європейської рівнини лесоподібні породи відомі під назвою покривних суглинків. Лесоподібні породи мають різний генезис (еоловий, алювіальний, делювіальний, елювіальний).